# Nerisyrenia johnstonii
Nerisyrenia johnstonii là một loài thực vật có hoa trong họ Cải. Loài này được J.D. Bacon mô tả khoa học đầu tiên năm 1978.